# Alte Schule Wehrheim

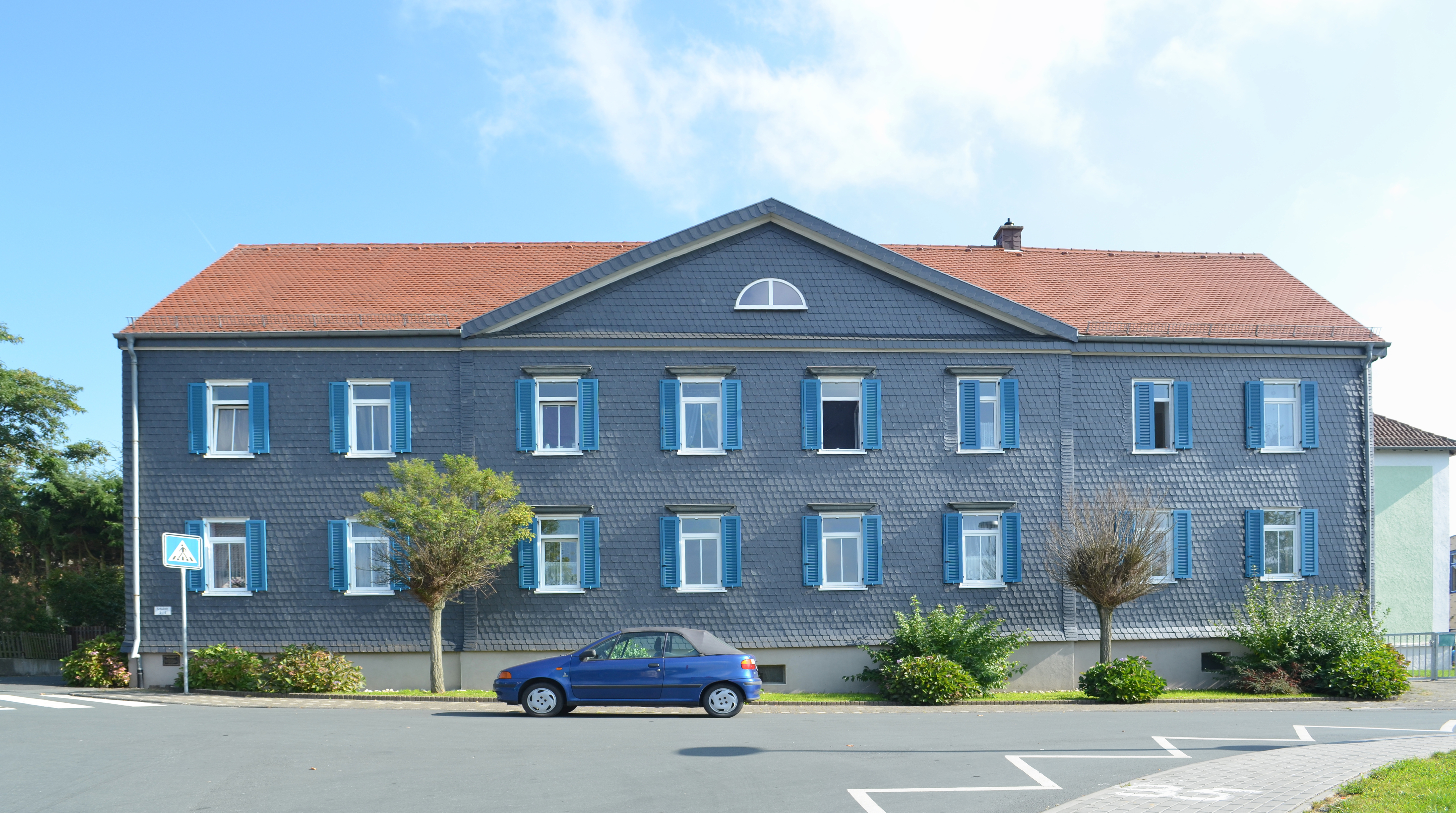
Alte Schule

Die Alte Schule in Wehrheim diente 1824 bis 1969 als Volksschule und seitdem als Wohngebäude. Die steht als Kulturdenkmal unter Denkmalschutz.
Seit 1563 wurden die evangelischen Kinder Wehrheims in der Schule in der „alten Schulgass“ (heute: Gartenstraße 2) unterrichtet. Mit dem Diezer Vertrag von 1564 hatten die beiden Landesherren (das katholische Kurtrier und das protestantische Nassau-Dillenburg, später Oranien) vereinbart, dass die katholische Minderheit im Amt Wehrheim Religionsfreiheit genießen durfte. Die Katholiken richteten ihre Schule in einem Haus in der Untergasse ein (welches 1879 abgerissen wurde).
Mit dem Nassauischen Schuledikt von 1817 wurde im Herzogtum Nassau die Simultanschule eingeführt. Für die anfangs etwa 240 Schüler Wehrheims wurde 1822 bis 1824 am Ortsrand ein neues Schulgebäude (heutige Adresse: Schulstraße 3/5) erbaut. Das stattliche Gebäude im Stil des Klassizismus verfügt über acht Achsen. Die mittleren vier Achsen werden von einem Dreiecksgiebel überdacht.
Bis zur Schulreform von 1969 wurde das Gebäude als Schule genutzt. Danach wurde in rückwärtig angebauten Gebäuden eine Grundschule eingerichtet. Die Alte Schule wurde zu sechs Sozialwohnungen umgebaut.